# Сырокомский, Виталий Александрович
Виталий Александрович Сыроко́мский (1 февраля 1929, Харьков, УССР, СССР — 20 мая 2006, Москва, Россия) — советский журналист. заслуженный работник культуры РСФСР (1978).

## Биография
В 1946 году окончил с медалью харьковскую школу. В 1951 году окончил с отличием МГИМО по специальности журналист-международник. Член КПСС с 1953 года. С 1951 по 1955 год работал во Владимире в газете «Сталинская смена». Затем возвратился в Москву, где работал заведующим отделом, а затем членом редколлегии редакции газеты «Вечерняя Москва».
В 1961—1963 годах — помощник первого секретаря Московского горкома КПСС П. Н. Демичева, затем Н. Г. Егорычева.
В 1963—1966 годах — главный редактор газеты «Вечерняя Москва».
В 1966—1980 годах — первый заместитель главного редактора «Литературной газеты». Снят с должности без объяснения причины по распоряжению ЦК КПСС. По словам сменившего его Юрия Изюмова, главный редактор Александр Чаковский узнал об отставке своего первого заместителя из телефонного разговора с секретарем ЦК Михаилом Зимяниным. На вопрос, что случилось, Зимянин ответил: «Сырокомский знает, за что его сняли». В своих воспоминаниях Сырокомский писал, что даже спустя годы так и не узнал причины своей отставки.
В 1980—1984 годах — заместитель главного редактора издательства «Прогресс».
В 1984—1986 годах — член правления Всесоюзного агентства по авторским правам (ВААП).
В 1986—1990 годах — заместитель главного редактора «Известий» — главный редактор приложения «Неделя».
Похоронен в Москве на Троекуровском кладбище.